# The Mystery Road
Pour plus de détails, voir Fiche technique et Distribution.
The Mystery Road est un film britannique réalisé par Paul Powell et sorti en 1921. Il est considéré comme perdu.

## Synopsis
Une fille anglaise est retrouvée morte après une liaison avec un aristocrate à Nice. Des détectives mènent l'enquête et font des recherches pour comprendre ce qui s'est réellement passé.

## Fiche technique
- Réalisation :  Paul Powell
- Scénario : Mary H. O'Connor, Margaret Turnbull d'après le roman The Mystery Road de E. Phillips Oppenheim[2].
- Intertitres : Alfred Hitchcock[3]
- Photographie : Hal Young
- Distributeur : Famous Players-Lasky British Producers
- Durée : 68 minutes (5 bobines)[1]
- Date de sortie : 
  - États-Unis : 10 juillet 1921

## Distribution
- David Powell : Gerald Dombey
- Nadja Ostrovska : Myrtile Sargot
- Pardoe Woodman : Christopher Went
- Mary Glynne : Lady Susan Farrington
- Ruby Miller : Vera Lypashi
- Percy Standing : Luigi
- Lewis Gilbert : Jean Sargot
- Irene Tripod : Widow Dumesnel
- Lionel d'Aragon : Pierre Naval
- Arthur M. Cullin : Earl of Farrington
- Judd Green : le vagabond